# Adriano Malori
Adriano Malori (Parma, 28 januari 1988) is een voormalig Italiaans wielrenner.

## Carrière
Malori won in 2008 als een van de grote favorieten het wereldkampioenschap tijdrijden voor beloften in het Italiaanse Varese. Daarvoor was Malori al Italiaans tijdritkampioen bij de junioren in 2006 en bij de beloften in 2007 en 2008. In 2008 werd hij in het Italiaanse Stresa tevens Europees kampioen tijdrijden bij de beloften. In 2011 werd hij voor het eerst Italiaans kampioen tijdrijden bij de elite. In 2010 reed Malori voor het eerst de Ronde van Frankrijk. Daarin eindigde hij als laatste en mocht daarom de spreekwoordelijke Rode Lantaarn dragen. In de Ronde van Italië 2012 veroverde hij na een ontsnapping in de zesde etappe de roze trui. Hij droeg de trui slechts één dag. Malori werd in 2011, 2014 en 2015 Italiaans kampioen tijdrijden.
Op 22 januari 2016 kwam Malori zwaar ten val in de Ronde van San Luis. Bij een massale valpartij brak hij zijn rechtersleutelbeen en liep hij traumatisch hersenletsel op. In het ziekenhuis werd hij door artsen in een kunstmatige coma gebracht. Op zijn 28e verjaardag, op 28 januari 2016, ontwaakte de Italiaan uit zijn coma. Zijn rentree maakte hij in september in de Grote Prijs van Quebec, die hij niet uitreed. Ook in de Grote Prijs van Montreal, de Ronde van Toscane, de Coppa Sabatini en Milaan-Turijn die hij die maand reed haalde hij de finish niet. In februari 2017 startte Malori in de Ronde van Alentejo, maar reed de eerste etappe niet uit. Datzelfde gebeurde in mei in de Ronde van Castilië en León.
In juli 2017 kondigde Malori aan dat hij noodgedwongen stopt met zijn professionele wielercarrière. 

## Belangrijkste overwinningen
2006
 Italiaans kampioen tijdrijden, Junioren
2007
 Italiaans kampioen tijdrijden, Beloften
2008
Trofeo Città di Castelfidardo
 Italiaans kampioen tijdrijden, Beloften
 Europees kampioen tijdrijden, Beloften
Chrono Champenois
 Wereldkampioen tijdrijden, Beloften
2009
 Tijdrit op de Middellandse Zeespelen
1e etappe Ronde van de Aostavallei (ploegentijdrit)
Chrono Champenois
2011
4e etappe Internationale Wielerweek
 Italiaans kampioen tijdrijden, Elite
2013
4e etappe Internationale Wielerweek
4e etappe Ronde van Beieren
Eindklassement Ronde van Beieren
2014
5e etappe Ronde van San Luis
7e etappe Tirreno-Adriatico
3e etappe Route du Sud
 Italiaans kampioen tijdrijden, Elite
1e (ploegentijdrit) en 21e etappe Ronde van Spanje
2015
5e etappe Ronde van San Luis
Proloog Tirreno-Adriatico
3e etappe Ronde van de Sarthe
 Italiaans kampioen tijdrijden, Elite
4e etappe Ronde van Poitou-Charentes

## Resultaten in voornaamste wedstrijden
| Jaar | Ronde van Italië | Ronde van Frankrijk | Ronde van Spanje |
| ---- | ---------------- | ------------------- | ---------------- |
| 2010 |                  | 170e (laatste)      |                  |
| 2011 |                  | 91e                 |                  |
| 2012 | 68e              |                     |                  |
| 2013 |                  | opgave              |                  |
| 2014 | 121e             |                     | 114e (1)         |
| 2015 |                  | 107e                |                  |
| 2016 |                  |                     |                  |
| 2017 |                  |                     |                  |

| Jaar | Milaan-San Remo | Parijs-Roubaix |  | Wereldranglijsten |
| ---- | --------------- | -------------- |  | ----------------- |
| 2010 |                 |                |  |                   |
| 2011 |                 | opgave         |  | 200e (UWT)        |
| 2012 |                 |                |  | 163e (UWT)        |
| 2013 | 51e             |                |  | 156e (UWT)        |
| 2014 |                 |                |  | 104e (UWT)        |
| 2015 | 90e             | opgave         |  | 137e (UWT)        |
| 2016 |                 |                |  |                   |
| 2017 |                 |                |  |                   |

## Ploegen
- 2009 –  Lampre-NGC (stagiair vanaf 1-8)
- 2010 –  Lampre-Farnese Vini
- 2011 –  Lampre-ISD
- 2012 –  Lampre-ISD
- 2013 –  Lampre-Merida
- 2014 –  Movistar Team
- 2015 –  Movistar Team
- 2016 –  Movistar Team
- 2017 –  Movistar Team

Ballan  ·
Bandiera ·
Bindi ·
Boets · 
Bono ·     
Bruseghin ·
Caucchioli ·
Cunego ·
Da Dalto · 
Furlan ·
Gasparotto ·
Gavazzi ·
Grendene · 
Loosli ·
Lorenzetto ·
Magazzini ·
Marzano ·
Manuele Mori ·
Massimiliano Mori ·
Ponzi ·
Righi ·
Santambrogio ·
Sapa ·
Špilak ·
Tiralongo ·
Tomei ·
Zagorodni ·
Malori (stagiair)
Balloni ·
Bernucci ·
Boets · 
Bole ·
Bono ·     
Cunego ·
Da Dalto · 
Furlan ·
Gavazzi ·
Grendene · 
Hondo ·
Kasjetsjkin ·
Loosli ·
Lorenzetto ·
Magazzini ·
Malori ·
Marzano ·
Mori ·
Petacchi ·
Pietropolli ·
Ponzi ·
Righi ·
Sapa ·
Simoni (tot 31/05) ·
Spezialetti ·
Špilak ·
Ulissi ·
Pasqualon (stagiair) ·
Rabottini (stagiair) ·
Rocchetti (stagiair)
Balloni ·
Bertagnolli ·
Boets · 
Bole ·
Bono ·     
Cunego ·
Gavazzi ·
Hondo ·
Kasjetsjkin (tot 31/07) ·
Kondroet ·
Kostjoek ·
Kryvtsov ·
Kvatsjoek ·
Loosli ·
Magazzini ·
Malori ·
Marzano ·
Mori ·
Niemiec ·
Pérez ·
Petacchi ·
Pietropolli ·
Righi ·
Scarponi ·
Spezialetti ·
Špilak ·
Szeghalmi ·
Ulissi ·
Graziato (stagiair) ·
Tedeschi (stagiair) ·
Tiozzo (stagiair)
Anacona ·
Bertagnolli ·
Boets · 
Bole ·
Bono ·  
Cimolai ·   
Cunego ·
Graziato ·
Hondo ·
Kostjoek ·
D. Kryvtsov ·
J. Krivtsov ·
Kvatsjoek ·
Lloyd ·
Malori ·
Marzano ·
Mori ·
Niemiec ·
Petacchi ·
Pietropolli ·
Possoni ·
Righi ·
Scarponi ·
Sjejdyk ·
Spezialetti ·
Stortoni ·
Ulissi ·
Viganò ·
Cattaneo (stagiair) ·
Viola (stagiair) ·
Wackermann (stagiair)
Anacona ·
Bono ·  
Cattaneo ·
Cimolai ·   
Cunego ·
Dodi ·
Đurasek ·
Favilli ·
Ferrari ·
Graziato ·
Lloyd ·
Malori ·
Mori ·
Niemiec ·
Palini ·
Petacchi (tot 23/04) ·
Pietropolli ·
Polanc ·
Pozzato ·
Richeze ·
Scarponi ·
Serpa ·
Stortoni ·
Ubeto ·
Ulissi ·
Viganò ·
Wackermann ·
Bonifazio (stagiair) ·
Cambianica (stagiair) ·
Conti (stagiair)
Amador · Antón · Capecchi · Castroviejo · Dowsett · Erviti · Gadret ·  Gutiérrez · Jesús Herrada · José Herrada · Intxausti · G. Izagirre · J. Izagirre · Lastras · Lobato · Malori · Moreno · Plaza · D. Quintana · N. Quintana · Rojas · Sanz · Sütterlin · Szmyd · Valverde · Ventoso · Visconti
Amador · Anacona · Antón · Capecchi · Castroviejo · Dowsett · Erviti · Fernández · Gadret · Jesús Herrada · José Herrada · Intxausti · G. Izagirre · J. Izagirre · Lastras · Lobato · Malori · Moreno · D. Quintana · N. Quintana · Rojas · Sanz · Soler · Sutherland · Sütterlin · Valverde · Ventoso · Visconti
Amador · Anacona · Arcas · Betancur · Castroviejo   · Dowsett · Erviti · Fernández · Jesús Herrada · José Herrada · G. Izagirre · J. Izagirre · Lobato · Malori · D. Moreno · J. Moreno · Oliveira · Pedrero · D. Quintana · N. Quintana · Rojas · Soler · Sutherland · Sütterlin · Valverde · Ventoso · Visconti  · Carapaz (stagiair)
Amador · Anacona · Arcas · Barbero · Bennati · Betancur · Bico · Carapaz · Carretero · Castroviejo   · de la Parte · Dowsett · Erviti · Fernández · Jesús Herrada · José Herrada · Izagirre · Malori · Moreno · Oliveira · Pedrero · D. Quintana · N. Quintana · Rojas · Soler · Sutherland · Sütterlin · Valverde